# Steinsiepen (Finnentrop)
Steinsiepen ist ein Weiler in der Gemeinde Finnentrop im Kreis Olpe in Nordrhein-Westfalen.

## Lage
Steinsiepen liegt im nördlichen Bereich des Gemeindegebietes von Finnentrop unweit der östlich verlaufenden Kreisstraße 29 und des Baches Salwey.